# Domenica Casarini
Pour les articles homonymes, voir Casarini.
Domenica Casarini (Venise, fl.  1737-1758) est une cantatrice italienne (registre de soprano) surtout connue pour avoir chanté dans des opéras et oratorios de Georg Friedrich Haendel.

## Biographie
On a très peu d'informations sur débuts de la vie de Domenica Casarini, que ce soit au niveau personnel ou quant à sa formation musicale. Ses premières prestations dont on a trace se situent à Brno, Graz et Prague (dans les années 1737 à 1739). Elle a chanté ensuite à Crema, Milan (1742-1744, 1749) et à Venise, sa ville natale, en tant que seconde soprano dans l'opéra Ezio de Lampugnani en 1743, à Bologne (1744) et Turin (1745) avec Anna Girò, Giovanni Carestini, Leonardi et le ténor Canini.